# Coloradoa absinthii
Coloradoa absinthii är en insektsart som först beskrevs av Lichtenstein 1885.  Coloradoa absinthii ingår i släktet Coloradoa och familjen långrörsbladlöss. Enligt den finländska rödlistan är arten nära hotad i Finland. Arten är reproducerande i Sverige. Artens livsmiljö är parker, gårdsplaner och trädgårdar. Inga underarter finns listade i Catalogue of Life.